# Antonia Is Piñera
María Antonia Is Piñera (Oviedo, 13 de juny de 1966), coneguda esportivament com Toña Is, és una exfutbolista i entrenadora de futbol asturiana.
Defensa central, practicà el futbol des de ben petita amb germans i amics del barris i amb catorze anys, amb un grup de noies, començà a entrenar amb el México-La Corredoria Club de Fútbol, que posteriorment fou conegut com Club de Fútbol Femenino Tradehi i Peña Azul Oviedo Femenino, i actualment és el Real Oviedo femení. Amb l'equip asturià aconsegui arribar a les semifinals de la Copa de la Reina. Internacional amb la selecció espanyola femenina entre 1989 i 1999 en trenta-quatre ocasions, participà a l'Eurocopa de 1997, on aconseguí la medalla de bronze.
Després de la seva retirada esportiva, dirigí les categories inferiors del Real Oviedo, la selecció asturiana sub-12 i sub-16 i anys després fou la primera entrenadora de la Reial Federació Espanyola de Futbol.